# Peter Stuhlmacher
Peter Stuhlmacher (* 18. Januar 1932 in Leipzig; † 5. April 2025) war ein evangelischer Theologe und Neutestamentler und lehrte zuletzt als Professor für Neues Testament an der Eberhard Karls Universität Tübingen.

## Leben
Stuhlmacher lernte an der Thomasschule zu Leipzig und legte 1951 sein Abitur in Stuttgart ab. Er studierte anschließend bis 1958 Evangelische Theologie an der Eberhard Karls Universität Tübingen.
Von 1959 bis 1968 war er als Assistent von Ernst Käsemann am Evangelisch-theologischen Seminar der Universität Tübingen tätig und war zuständig für neutestamentliche Proseminare. 1962 promovierte er mit der Dissertation Dikaiosyne theu bei Paulus zum Dr. theol. 1967 habilitierte er sich für das Fach Neues Testament in Tübingen mit der Schrift 
Untersuchungen zur Traditionsgeschichte des Paulinischen Evangeliums.
Von 1968 bis 1972 war er an der Theologischen Fakultät der Friedrich-Alexander-Universität Erlangen-Nürnberg als Professor für Neues Testament tätig. 1972 kehrte er nach Tübingen an die Evangelisch-theologische Fakultät zurück. 2000 wurde er als Professor für Neues Testament in Tübingen emeritiert.
2008 lud ihn Papst Benedikt XVI. als Referenten zu seiner „Schülerkreis-Tagung“ ins Castel Gandolfo ein. Dabei erläuterte Stuhlmacher, dass Jesus sein Leiden und Sterben als Opfergang für Israel und die Heiden verstanden habe.
Im Jahr 2015 gehörte der Theologe zu den Unterzeichnern der „Salzburger Erklärung“ der Internationalen Konferenz Bekennender Gemeinschaften (IKBG), die sich gegen die Propagierung der Abtreibung als „Menschenrecht“, gegen legalisierte aktive Sterbehilfe und die Erweiterung der traditionellen Ehe durch die „Homo-Ehe“ wandte. Ein Jahr später kritisierte er die Ablehnung der Judenmission durch die EKD-Synode.

## Werk
Bereits mit seinen frühen Arbeiten über den Apostel Paulus erwarb sich Stuhlmacher internationales Ansehen. Angetreten mit dem Programm einer „nachkritischen Schriftauslegung“, suchte er in Verbindung u. a. mit Hartmut Gese eine „Biblische Theologie“ zu entwickeln, bei der die wissenschaftliche Bibelexegese durch eine „geistliche Schriftauslegung“ ergänzt wird. Gemeinsam mit dem württembergischen Altlandesbischof Theo Sorg veröffentlichte er den Band „Das Wort vom Kreuz“, in dem die Kritik feministischer Theologen am Opfer- und Sühnegedanken des Todes Jesu Christi zurückgewiesen wird.
Bibelexegese, Kirche und Mission standen für Stuhlmacher in einem unmittelbaren Zusammenhang. So plädierte er beispielsweise auch für eine stärkere Orientierung der Kirche am Vorbild der ersten Christen, befürwortete Hausgemeinden als älteste Gemeindeform und betonte Mission als zentrales Thema des Neuen Testaments. Aufgrund dieser Überzeugungen bekam er verstärkt Kontakte zu pietistischen Gruppen innerhalb der evangelischen Pfarrerschaft. In den 1990er Jahren legte er mit seiner Biblischen Theologie des Neuen Testaments einen Gesamtentwurf vor, in dem er seine Schriftauslegung bündelte und der weithin Beachtung fand.
Stuhlmacher war ein Gegner der Theologie Rudolf Bultmanns.

## Schriften
- Gerechtigkeit Gottes bei Paulus (= Forschungen zur Religion und Literatur des Alten und Neuen Testaments. 87, ISSN 2198-1183). Vandenhoeck & Ruprecht, Göttingen 1965, (2., berichtigte Auflage. ebenda 1966).
- Das paulinische Evangelium. 1: Vorgeschichte (= Forschungen zur Religion und Literatur des Alten und Neuen Testaments. 95, ISSN 2198-1183). Vandenhoeck & Ruprecht, Göttingen 1968, (Zugleich: Tübingen, Universität, Habilitations-Schrift, 1966/1967).
- Schriftauslegung auf dem Wege zur biblischen Theologie. Vandenhoeck & Ruprecht, Göttingen 1975, ISBN 3-525-53555-4.
- Der Brief an Philemon (= Evangelisch-Katholischer Kommentar zum Neuen Testament. Bd. 18). Benziger u. a., Zürich u. a. 1975, ISBN 3-545-23101-1 (Mehrere Auflagen).
- Vom Verstehen des Neuen Testaments. Eine Hermeneutik (= Grundrisse zum Neuen Testament. 6). Vandenhoeck & Ruprecht, Göttingen 1979, ISBN 3-525-51358-5 (2., neubearbeitete und erweiterte Auflage. ebenda 1986, ISBN 3-525-51366-6).
- zusammen mit Helmut Claß: Das Evangelium von der Versöhnung in Christus. Calwer Verlag, Stuttgart 1979, ISBN 3-7668-0623-8.
- Versöhnung, Gesetz und Gerechtigkeit. Aufsätze zur biblischen Theologie. Vandenhoeck & Ruprecht, Göttingen 1981, ISBN 3-525-53568-6 (2., neubearbeitete und erweiterte Auflage. ebenda 1986, ISBN 3-525-51366-6).
- Jesus von Nazareth – Christus des Glaubens. Calwer Verlag, Stuttgart 1988, ISBN 3-7668-0869-9.
- Der Brief an die Römer (= Das Neue Testament deutsch. Teilbd. 6). 14. Auflage, (1. Auflage dieser neuen Fassung). Vandenhoeck & Ruprecht, Göttingen u. a. 1989, ISBN 3-525-51372-0 (15. Auflage. ebenda 1998). (Digitalisat)
- Grundlegung. Von Jesus zu Paulus (= Biblische Theologie des Neuen Testaments. Bd. 1). Vandenhoeck & Ruprecht, Göttingen 1992, ISBN 3-525-53595-3 (3., neubearbeitete und ergänzte Auflage. ebenda 2005, ISBN 3-525-53146-X). (Digitalisat)
- Wie treibt man Biblische Theologie? (= Biblisch-Theologische Studien. 24). Neukirchener Verlag, Neukirchen-Vluyn 1995, ISBN 3-7887-1518-9.
- mit Theo Sorg: Das Wort vom Kreuz. Zur Predigt am Karfreitag (= Calwer Taschenbibliothek. 52). Calwer Verlag, Stuttgart 1996, ISBN 3-7668-3405-3.
- Was geschah auf Golgatha? Zur Heilsbedeutung von Kreuz, Tod und Auferweckung Jesu (= Calwer Taschenbibliothek. 71). Calwer Verlag, Stuttgart 1998, ISBN 3-7668-3563-7.
- Von der Paulusschule bis zur Johannesoffenbarung. Der Kanon und seine Auslegung (= Biblische Theologie des Neuen Testaments. 2). Vandenhoeck & Ruprecht, Göttingen 1999, ISBN 3-525-53596-1.
- Biblische Theologie und Evangelium. Gesammelte Aufsätze (= Wissenschaftliche Untersuchungen zum Neuen Testament. 146). Mohr Siebeck, Tübingen 2002, ISBN 3-16-147768-5.
- Die Verkündigung des Christus Jesus. (Neutestamentliche Beobachtungen). Brockhaus u. a., Wuppertal u. a. 2003, ISBN 3-921113-54-7.
- Die Geburt des Immanuel. Die Weihnachtsgeschichten aus dem Lukas- und Matthäusevangelium. Vandenhoeck & Ruprecht, Göttingen 2005, ISBN 3-525-53535-X.